# Pièce de sécurité
Pour les articles homonymes, voir Panic Room (film).

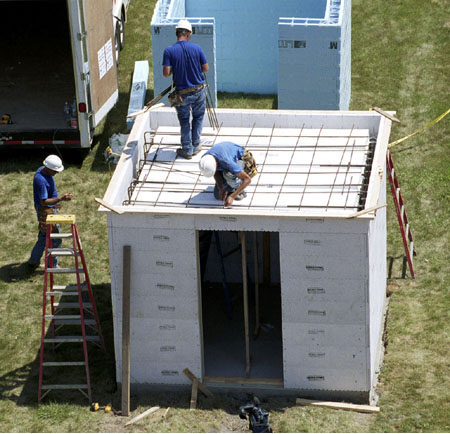
Fabrication de pièces de sécurité dans l'Iowa.

Une pièce de sécurité, également appelée pièce de sûreté, pièce de survie, pièce sécurisée ou chambre forte, est une pièce fortifiée installée au sein d'un bâtiment, dans laquelle ses propriétaires peuvent se réfugier en cas de cambriolages, de violation de domicile, de tornades ou d'attaques terroristes. Elles sont souvent dissimulées, leur accès se faisant alors par un passage secret.
Elles contiennent généralement des systèmes pour communiquer avec les forces de l'ordre.
Les personnes qui en possèdent sont principalement celles qui sont le plus susceptible d'être attaquées, en raison de leur célébrité, de leur fortune, ou de leur pouvoir de décision (chefs d'entreprise, dirigeants politiques). Certains bateaux en comportent, pour protéger l'équipage en cas de piratage maritime.

## Synonymes
Les pièces de sécurité sont également appelées suivant l'anglicisme panic room (littéralement « pièce anti-panique »). Se rencontrent également les termes de pièce de sûreté, pièce de survie, pièce sécurisée (surtout dans les bâtiments d’État) ou chambre forte.

## Caractéristiques

### Habitations et immeubles
Il existe des pièces de sécurité de tailles variables. Elles peuvent être dissimulées, leur accès se faisant alors par un passage secret.
La pièce de sécurité la plus élémentaire est simplement un placard avec la porte à âme creuse remplacée par une porte à âme solide de qualité extérieure qui a un pêne dormant et des vis à charnière plus longues et des vis de gâche pour résister aux coups. Parfois, le plafond est renforcé ou fermé pour empêcher un accès facile depuis le grenier ou un vide sanitaire.
Les pièces les plus sûres sont dotées d'une serrure et de charnières renforcées, leurs murs et leur porte sont doublés d'acier, de kevlar, ou de fibre de verre. Il est aussi possible de construire une pièce de sécurité en béton, mais à moins que le bâtiment ne soit équipé de structures de soutien suffisantes, cela n'est généralement envisageable que dans un sous-sol. Elles sont conçues pour être à l'épreuve des balles, et isolées phoniquement afin de ne pas trahir la présence de leurs occupants.
Certaines pièces de sécurité disposent également d'un système de ventilation extérieur et de toilettes portables. S’il faut s’attendre à une attaque au gaz, un système de surpression peut être installé.
Une pièce de sécurité est souvent pourvue d'un moyen de communication avec l'extérieur, typiquement une ligne téléphonique, soit fixe et distincte du réseau équipant le reste du bâtiment, soit mobile, afin de pouvoir contacter les forces de l'ordre et leur demander d'intervenir.
Un système de vidéosurveillance des autres pièces, ainsi qu'un dispositif d'alarme, peuvent également être prévus. Il y est généralement entreposé un nécessaire de premiers secours et de survie, comprenant par exemple une lampe de poche, des couvertures, de l'eau et de la nourriture emballée, ou encore des armes.

#### Normes
Il existe différentes normes pour les classes de résistance. La résistance à l’effraction est définie dans la norme DIN EN 1627. La résistance aux balles est définie dans la norme DIN EN 1522/23. Différentes classes de résistance définissent la durée de résistance d’une porte ou le calibre à utiliser en cas d’incendie. Il existe également une norme spéciale pour le verre. Toutefois, cette norme ne sera pas prise en compte ici. Les experts ne recommandent pas d’utiliser du verre ou des fenêtres dans une pièce de sécurité.

### Navires

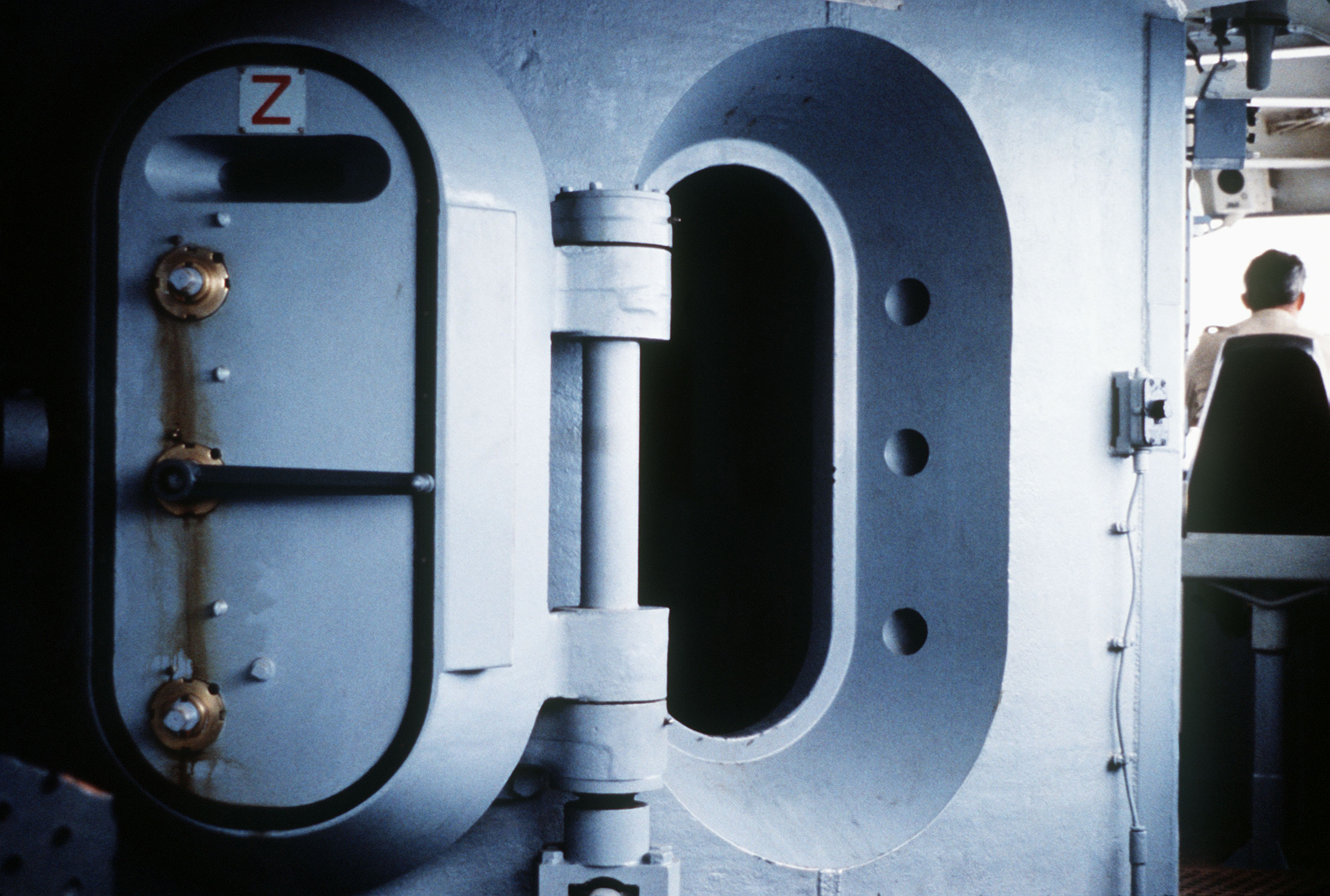
Citadelle blindée sur l'.

Certains navires disposent de pièces de sécurité appelées « citadelles blindées ». Il s'agit de mesures destinés à préserver l'équipage d'attaques de pirates.

## Pièces de sécurité par pays

### États-Unis
Depuis les années 1980, chaque ambassade américaine dispose d'une pièce de sécurité.

### Israël
En Israël, depuis 1992, les nouvelles constructions sont équipées de pièces de sécurité résistant au feu et aux armes à feu,. Lorsqu'une sirène d'alerte aux tirs de roquettes retentit, les civils israéliens doivent se réfugier dans des abris sécurisés anti-roquettes et antimissiles. Cela peut être un abri public (miklat), un abri en sous-sol d'un immeuble (mamat), ou une pièce blindée (mamad) dans les logements particuliers. Depuis la fin des années 1990, les mamads sont obligatoires dans les logements neufs ou rénovés.
Elles peuvent être aussi utilisées pour se mettre à l'abri en cas de tornade.

### Nouvelle-Zélande
En 2012, la personnalité du monde des affaires Kim Dotcom s'est réfugiée dans la pièce de sécurité de sa demeure lors de l'entrée de la police dans sa propriété.

### Somalie
En 2010, 342 attaques de pirates contre des navires le long des côtes somaliennes furent déjouées par la présence de citadelles blindées.

## Dans la culture populaire
En 2002, ce type de pièce a donné son nom au film américain Panic Room réalisé par David Fincher, dans l'intrigue duquel elle occupe une place centrale.